# モレキュラーシーブ

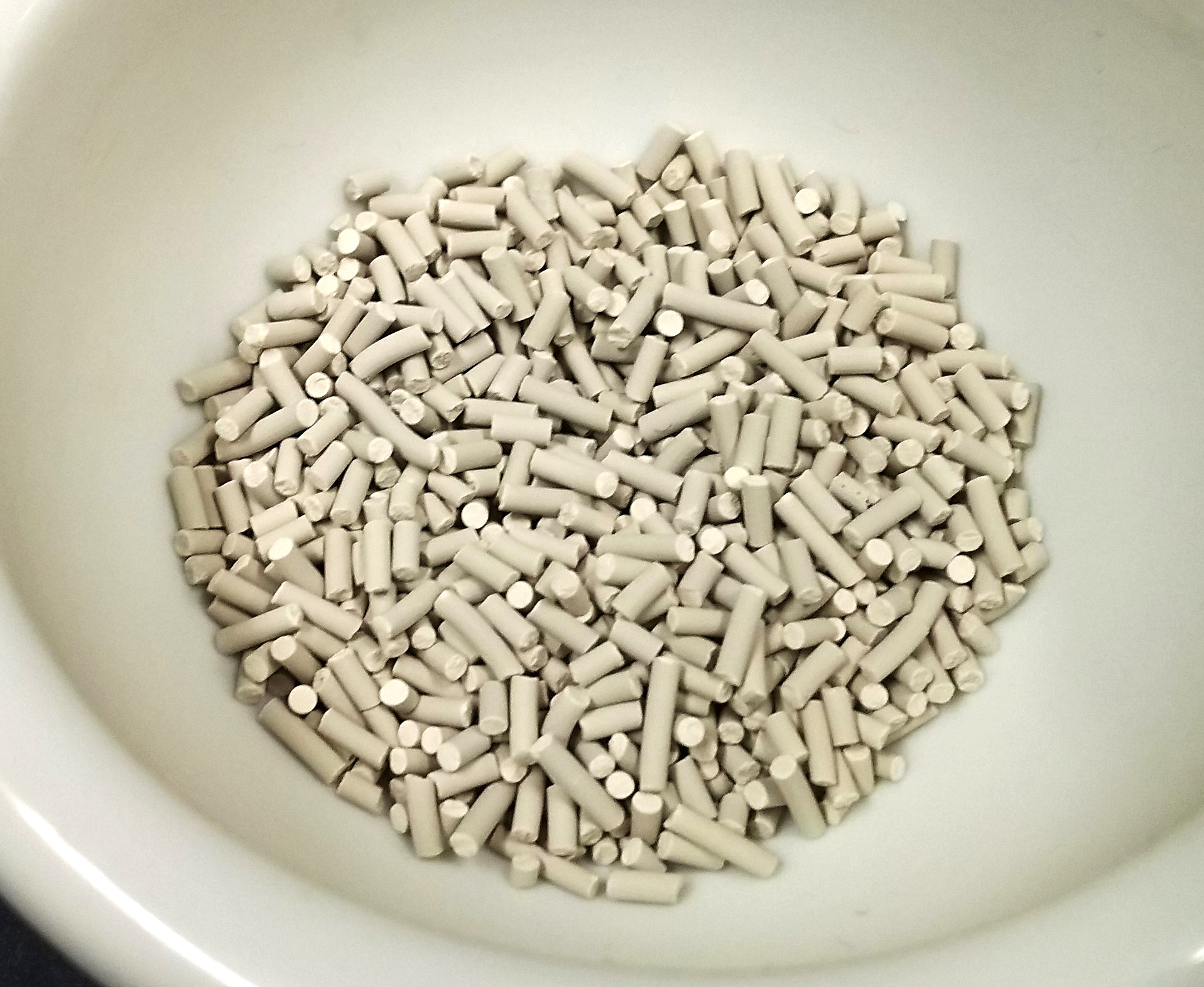
モレキュラーシーブ4A

モレキュラーシーブ（英: molecular sieve）は合成ゼオライトの一群であり、アルミニウムを比較的多く含む結晶性のアルミノケイ酸塩である。一般化学式はMn+
1/n(AlO2)−(SiO2)x･yH2O (M = Na+, K+, Ca2+, 1≦x<2) で表される。結晶構造由来の均一なミクロ細孔を有するため、乾燥剤やイオン交換体などの吸着材として使われる。
「モレキュラーシーブ」はゼオライトAとゼオライトXの名称として日本では広く知られており、本稿はこの慣例に従う。主に3A、4A、5A、10X、13Xの5種類があり、数字はおおよその細孔径 (オングストローム) を、大文字のアルファベットはゼオライトの種類を表す。13XはF-9という名称でも知られる。いずれもペレットや粉末状として流通している。
細孔径は3～10 Åの範囲から選択でき、細孔より小さな分子のみを吸着し大きな分子を排除する。この分子篩の特性を応用して、種々の産業用ガスの乾燥・分離・精製、有機溶媒からの水分吸着材、脱硫などの触媒担体として使われる。

## 歴史
モレキュラーシーブが開発された背景はイオン交換の研究に遡る。イオン交換の現象自体は古くから農業で活用されており、例えば肥料に含まれるアンモニウムイオンが土壌中のナトリウムやカルシウムなどのイオンと交換されるため、植物は栄養成分として長期間アンモニウムを吸収できる。化学的な視点で土壌のイオン吸着現象が言及されたのは1850年であり、土壌を構成する粘土鉱物などのアルミノケイ酸塩の可逆的なイオン交換特性が解明されたのは1858年であった。工業的な初期の試みは1905年であり、アルミノケイ酸ナトリウムが人工的に合成され、水の軟水化に使用された。その後も天然ゼオライトを中心としてケイ酸塩のイオン交換体への応用研究は続けられた。同時期に石油化学の研究が発展し、その中で1930年に粘土鉱物 (フラー土) の固体酸性が発見され、1942年には流動接触分解プロセスが活性白土を触媒として実用化されたため、ケイ酸塩材料の酸触媒への応用も注目された。
このような工業的需要のもと新規なケイ酸塩材料の合成技術が開発され、ゼオライトAが1949年に、ゼオライトXが1950年に初めて合成された。それ以前のゼオライト合成は天然の地質条件の模倣 (例えば200～300℃、2,000 psig≒14 MPa) であったが、A・Xいずれも100℃以下の常圧条件で合成されたため、スケールアップが容易で合成ゼオライトの工業化の先駆けとなった。また吸着用途のみならず、触媒としても比較的優れた性能を示したため、工業化の後押しとなった。
後の1960年代にゼオライトYを中心に酸触媒としてさらに性能が高いハイシリカゼオライトが開発されたため、モレキュラーシーブは吸着用途が主となった。

## 物理化学的性質

### 骨格構造

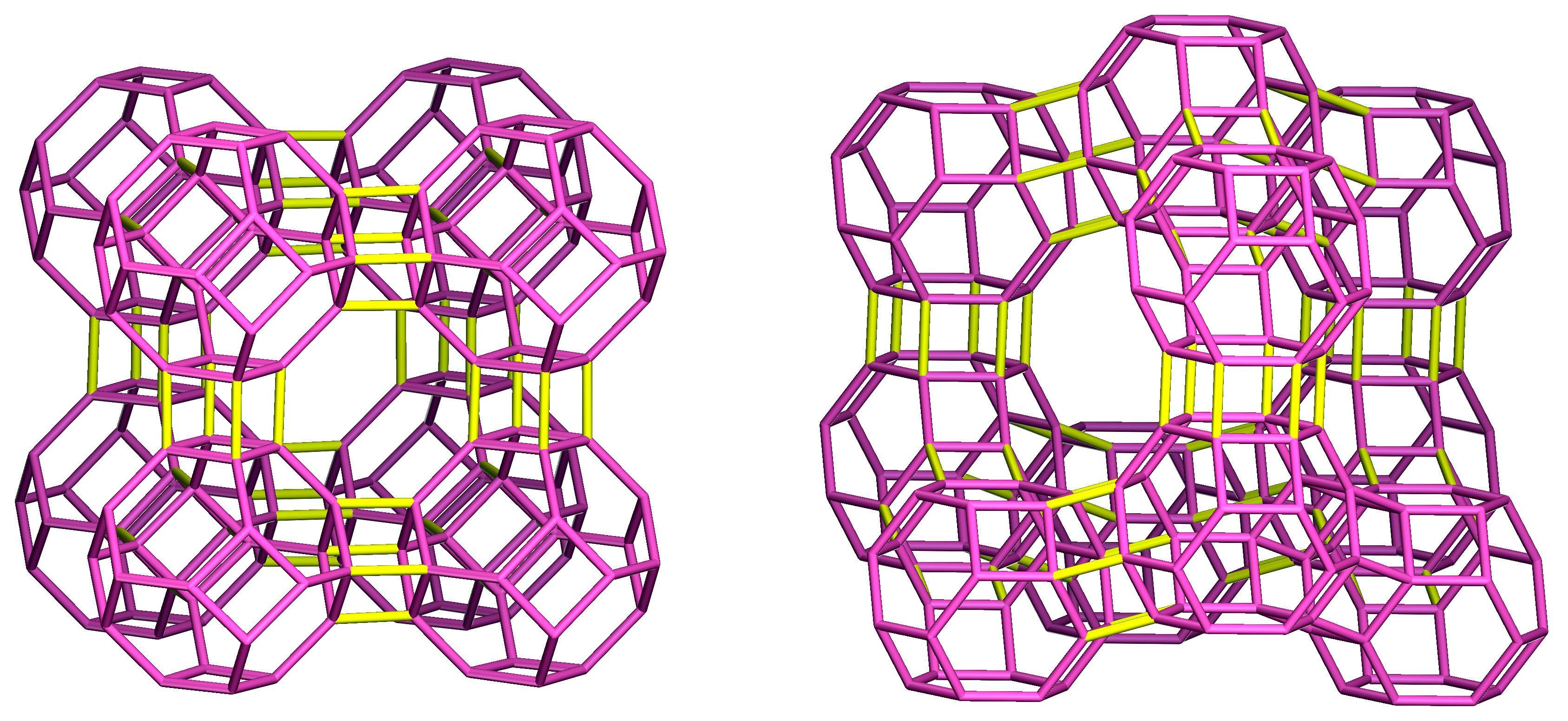
ゼオライトAのLTA骨格 (左) とゼオライトXのFAU骨格 (右)

モレキュラーシーブはゼオライトであり、アルミノケイ酸イオン ((AlO2)−(SiO2)x) の3次元ネットワークが堅い骨格構造を形成している。骨格には属さない陽イオンや吸着物質は細孔内外を可逆的に出入りできる。
ゼオライトAは酸素8員環3次元細孔を有するLTA骨格構造を有し、天然鉱物には存在しない骨格である。ゼオライトXは酸素12員環3次元細孔構造を有するFAU骨格構造であり、天然鉱物のフォージャサイトと同一の骨格である。切頂八面体構造 (図中の紫線) を共通に有しており、4員環同士が繋がるとLTA、6員環同士が繋がるとFAUとなる。
LTA骨格の細孔径は4.1 Åで、FAU骨格は7.4 Åであるが、これは骨格酸素原子のイオン半径 (1.35 Å) を元に決められた値である。また、LTAとFAU双方の細孔内部に11 Åサイズの大きなケージがあり、大きな細孔容量を担っている。

### 細孔内陽イオン
モレキュラーシーブの細孔径は骨格のみでは決まらず、細孔内に陽イオンが存在することで細孔が物理的に狭まるため、陽イオンの種類および量によって細孔径が決まる。
3Aはカリウム (K+)、4Aはナトリウム (Na+)、5Aはカルシウム (Ca2+) を含有する。イオン半径の序列はK+ (1.33 Å)>Na+ (0.95 Å)≒Ca2+ (0.99 Å)であり、5AのCa2+量は4AのNa+量の半分である。したがって細孔径としては3A<4A<5Aとなり、およそ3 Å、4 Å、5 Åにそれぞれ合致すると言われる。
5Aの細孔径 (約5 Å) はLTA骨格の細孔径 (4.1 Å) より大きい数値として知られるが、「5 Å」は結晶学的に定められた数値ではなく、吸着可能な分子の運動直径を元にした経験的な数値である。例えば、運動直径が5.0 Åであるn-ブタン (C4H10)に関して、Ca2+イオン交換率が40%以上の5Aで十分に吸着できるが、n-ブタンは細長い鎖状の分子で柔軟な立体配座をとれるため、細孔が5 Åより小さかったとしても吸着できる可能性がある。

## モレキュラーシーブ一覧
| 名称 | 別名      | 細孔径 (Å) | 構造 | SiO2/Al2O3 モル比 | 陽イオン (主成分) | 代表的な用途例 |
| ---- | --------- | ---------- | ---- | ----------------- | ----------------- | --- |
| 3A   | A-3, K-A  | 3          | LTA  | 2                 | カリウム (K+)     | 石油分解ガス・アルケン・アルコール燃料・無機ガス・冷媒・複層ガラスでの乾燥剤                                                                         |
| 4A   | A-4, Na-A | 4          | LTA  | 2                 | ナトリウム (Na+)  | 天然ガス・炭化水素・冷媒・医薬品・電子デバイス・揮発性物質の乾燥、アルゴンの精製、メタン・エタン・プロパンの分離、ポリエステル・染料・塗料の脱水剤。 |
| 5A   | A-5, Ca-A | 5          | LTA  | 2                 | カルシウム (Ca2+) | 天然ガスの乾燥・脱硫、圧力スイング吸着法による酸素・窒素・水素の分離。石油脱蝋。アンモニア吸収。                                                     |
| 10X  | F-9, Ca-X | 8          | FAU  | 2.5               | カルシウム (Ca2+) | ガス・液体の乾燥・脱硫。芳香族炭化水素の分離。 |
| 13X  | F-9, Na-X | 10         | FAU  | 2.5               | ナトリウム (Na+)  | 固体塩基。ガス精製。天然ガス・液化石油ガス・液体炭化水素の乾燥・脱硫。触媒担体。                                                                     |

## 用途

### ガス吸着剤
モレキュラーシーブは石油化学産業、特にガス流の乾燥に利用される。例えば液化天然ガス（LNG）産業では、氷やメタンハイドレートによる閉塞を防ぐために、ガスの水分濃度を1 ppm以下とする。
また、モレキュラーシーブでは酸素ガスよりも窒素ガスを選択的に吸着することから、酸素濃縮に使われる。酸素の利用は医療分野で重要である。
近年はカーボンニュートラルへの取り組みとして、排気ガス中の二酸化炭素 (CO2) の吸着材として注目されている。活性炭よりもモレキュラーシーブ (Na-X) のほうが有効吸着量や他のガスからの選択性の観点で優れている。

### 溶媒精製
有機溶媒などの液体から水分を取り除くためモレキュラーシーブが使用される。極性・非極性媒体双方への乾燥能力が優れている。使用法が簡便であること、および化学的に不活性・無毒性などの理由により、薬品系の乾燥剤に対しメリットがある。
特に脱水剤としては3Aが適用範囲が広い。水分子 (H2O) のサイズは2 Å程度であり、ほとんどの有機分子のサイズは3 Åを超えるため分子ふるい効果により排除できる。実際、モレキュラーシーブの市場規模としては3A > 4A > 13X > 5Aである。
例えばアセトニトリル (CH3CN) やエタノール (CH3CH2OH) から水を取り除く場合、乾燥力自体は3Aよりも4Aが大きい。しかし4Aではこれらの溶媒も吸着するため発熱したり、その結果成形体が粉化することがある。メタノール (CH3OH) ほど分子サイズが小さくなると3Aが必須となる。
3Aのデメリットとして水分子の吸着速度が4Aよりも遅いため、分子ふるい効果や発熱性の問題がなければ4Aのほうが効率的になるケースがある。

### 反応促進剤
化学反応により発生する副生成物はしばしば反応を阻害するが、副生成物が水や低分子アルコールなどの場合はモレキュラーシーブにてオンサイトで取り除くことで、反応を進行させるために用いられる。
例えば有機化学の脱水縮合反応において使われる。また高分子合成で副生する水、メタノール、エタノールを4Aで取り除くことで、重合度を改善する例もある。

## 使用例

### 吸着塔
モレキュラーシーブ使用方法は実験室では薬品に投入して静置する手法が簡便であるが、カラムに吸着材を詰めて溶媒を流通させるなど、動的法のほうが効率が良い。工業的には吸着塔が必要となり、吸着塔の設計は細孔径の選択、吸着材の量、運転条件設定など、種々の影響を考慮して慎重に行われる。また、気相より液相のほうが複雑である。
吸着対象物質を流し始めると吸着平衡に向かって吸着塔内に濃度勾配が生じるが、この勾配領域の長さを物質移動帯 (MTZ, Mass Transfer Zone) という。MTZは吸着条件に複雑に依存するが、MTZが長いと吸着塔を余計に長くする必要があるため好ましくない。一例として、n-ヘキサンの4Aによる脱水プロセスでは、MTZは25℃では0.4 mであるが、60℃では1.5 mほどになる。
液相吸着では通常は上向流が採用され、気泡発生や液のショートパスを避けやすいメリットがある。しかし吸着材が下部で浮力により流動・粉末化しやすくなり、圧損の増大や機器の摩耗などの原因になる。圧力損失をΔp、充填層長さをl、充填密度をρとしたとき、吸着材の流動を防ぐにはΔp/l≦0.85ρを満たす事が目安となる。

### 活性化処理
モレキュラーシーブは使用前後や保管状況により水等を吸着して性能が低下するため、使用前には加熱処理での活性化が好ましい。
モレキュラーシーブの再生方法には圧力変化（酸素濃縮器の場合）、加熱とキャリアガスによるパージ（アルコール燃料の脱水で使用される場合）、減圧条件での加熱 (実験室での使用など) などの手法がある。再生温度はモレキュラーシーブの種類によるが、典型的には175℃から315℃の範囲である。
なお、多くの有機溶媒は危険物であり、特にエーテル化合物を吸着させた後に大気中で加熱すると爆発の危険がある。その場合、加熱前に多量の水で危険物を洗い流す必要がある。また、加熱処理は真空条件あるいは不活性ガス雰囲気下での実施が好ましい。

## 調製方法
ナトリウム型のゼオライトA (4A) はアルミン酸ナトリウムとケイ酸ナトリウムの水溶液を80°Cで混合する事で結晶化する。
NaAlO2 + Na2SiO3 + H2O → Na+(AlO2)−(SiO2)↓ + 2 NaOH
合成反応により単結晶の微粉末が得られるため、成形処理によりペレットを得る。用途に応じて、焼成処理により活性化させる。
3A、5Aは4Aのナトリウムをカリウム、カルシウムにそれぞれイオン交換することで得られる。

## 安全性
米国FDAは2012年4月1日付で、21 CFR 182.2727に基づき、消耗品との直接接触についてアルミノケイ酸ナトリウムを承認した。ナトリウム型のモレキュラーシーブである4Aおよび13Xが該当する。E番号はE554であり、食品添加物として使われる。また、医療用の医薬品容器等での乾燥剤としての使用例がある。